# Фрассінетто
Фрассінетто (італ. Frassinetto, п'єм. Frassinèj) — муніципалітет в Італії, у регіоні П'ємонт,  метрополійне місто Турин.
Фрассінетто розташоване на відстані близько 560 км на північний захід від Рима, 45 км на північ від Турина.
Населення — 271 особа (2014).
Щорічний фестиваль відбувається 24 серпня. Покровитель — san Bartolomeo.

## Демографія
Населення за роками:

Станом на 31 грудня 2007 року в Фрассінетто офіційно проживав 1 іноземець (громадянин Франції).

## Сусідні муніципалітети
- Борджалло
- Кастельнуово-Нігра
- К'єзануова
- Інгрія
- Понт-Канавезе
- Траверселла